# ヤーマス (軽巡洋艦)
|          |                                                                              |
| 艦歴     |                                                                              |
| 発注:    |                                                                              |
| 起工:    | 1910年1月                                                                    |
| 進水:    | 1911年4月12日                                                                |
| 就役:    | 1912年4月                                                                    |
| 退役:    |                                                                              |
| その後:  | 1929年7月2日にスクラップとして売却                                           |
| 除籍:    |                                                                              |
| 性能諸元 |                                                                              |
| 排水量:  | 5,200トン                                                                    |
| 全長:    | 453 ft                                                                       |
| 全幅:    | 48.5 ft                                                                      |
| 吃水:    | 15 ft                                                                        |
| 機関:    | パーソンズ蒸気タービン、4軸推進、 ヤーロウ缶12基、22,000hp                   |
| 最大速:  | 25ノット (46 km/h)                                                           |
| 兵員:    | 433名                                                                        |
| 兵装:    | 6インチ砲8門、 3インチ砲1門、 3ポンド砲4門、 機銃4基、 18インチ魚雷発射管2門 |

ヤーマス (HMS Yarmouth) は、イギリス海軍の軽巡洋艦。タウン級軽巡洋艦の一隻。艦名はノーフォークのグレート・ヤーマスに因む。その名を持つ艦としては5隻目。

## 艦歴
「ヤーマス」は1910年1月にロンドン・アンド・グラスゴー社で起工し、1911年4月12日に進水した。第一次世界大戦の勃発時には中国海域で活動中であった。1914年10月にドイツの石炭船2隻を拿捕する。11月にはドイツ巡洋艦「エムデン」の追撃戦に参加した。12月に本国へ帰還し、グランド・フリートの第2軽巡洋戦隊に配属される。1915年2月には第3軽巡洋戦隊に配属され、その間の1916年5月31日、6月1日にユトランド沖海戦に参加した。
「ヤーマス」は第一次世界大戦を生き残り、1929年7月2日にスコットランド、ロサイスのアロア・サウス・ブレーキング社にスクラップとして売却された。